# Houlbec-près-le-Gros-Theil

Houlbec-près-le-Gros-Theil este o comună în departamentul Eure, Franța. În 1 ianuarie 2018 avea o populație de 88 de locuitori.